# Nens perduts i fades
Nens perduts i fades (títol original en anglès, Lost Boys and Fairies) és una minisèrie de televisió del 2024, creada per Daf James. Està produïda i distribuïda per la BBC. S'ha subtitulat al català per a FilminCAT.

## Sinopsi
A Gal·les, en Gabriel i l'Andy són una parella gai que fa vuit anys que estan junts i tenen ganes d'adoptar un nen. Comencen el procés d'adopció amb l'ajuda de la seva treballadora social, la Jackie. L'Andy està entusiasmat amb la perspectiva de convertir-se en pare, mentre que la seva parella Gabriel, una drag queen, dubta no només pels seus problemes passats amb l'addicció a les drogues, sinó també per la seva infeliç infància, que va estar marcada per la mort de la seva mare i l'homofòbia del pare. Tot i que la parella inicialment volia adoptar una noia, coneixen i comencen a estimar en Jake, un nen acollit després de ser separat del seu violent pare.

## Producció
La BBC va anunciar la sèrie el 2022. En el mateix comunicat de premsa també s'especificava que el programa seria filmat i ambientat a Gal·les. El va produir Duck Soup Films amb seu a Leeds i Cardiff.

## Recepció
Lost Boys and Fairies es va obrir a crítiques generalment positives.
Rebecca Nicholson de The Guardian va valorar la sèrie amb quatre estrelles de cada cinc, va elogiar el seu "cor enorme i un ull clar en el melodrama" i va assegurar que se centrava "molt en el llenguatge, i aquí, és cerebral, emocional i realment fascinant".
La sèrie ha guanyat el premi de la competició oficial del festival alemany Seriencamp.